# Diesel 2000
Diesel 2000 — регламент FIA для гонок легковых машин, являющийся модификацией регламента Super 2000 для автомобилей, использующих турбодизельные двигатели.

## Общий регламент
В группу D2000 допускают автомобили длиной не менее 4,2 метра с четырёхдверным кузовом (седан или хетчбэк) с приводом на одну ось. Коробки переключения передач могут быть двух типов: 5-ступенчатые кулачковые, сделанные на основе серийной КПП или 6-ступенчатые секвентальные (с последовательным переключением). В случае применения секвентальной КПП, на автомобиль дополнительно догружается 30 кг балласта. Минимальные вес автомобилей составляет:
- для заднего привода — 1140 кг,
- для переднего привода — 1110 кг.

Конструкция подвески не может быть изменена и остается как у серийного образца, допускается лишь усиление отдельных элементов шасси (то есть применение спортивных пружин, амортизаторов, стабилизаторов поперечной устойчивости, шарниров). При этом уменьшение дорожного просвета ниже 80 мм запрещено.
Разрешены передние тормозные диски диаметром не более 332 мм и четырёхпоршневые суппорты, задние — 265 мм (при замене изначальных барабанных на дисковые). Колеса размерностью — 17 дюймов, моношина и омологированные специально для класса аэродинамические элементы кузова.

## Отличия от Super 2000
Под регламент попадают только четырёхцилиндровые турбодизельные двигатели с рабочим объёмом в 2000 куб. см.

## Спортивные результаты
Машины класса допускаются к участию в чемпионате Европы по турингу и в его преемнике (чемпионате мира) с 2004 года. Усилиями испанского производителя SEAT автомобиль Leon TDI был модернизирован таким образом, что не только на равных боролся с машинами Super 2000 в гонках, но и дважды (в 2008 и 2009 годах) усилиями Ивана Мюллера и Габриэле Тарквини завоёвывал титулы чемпионов в личном и командном зачётах.